# Jantra (Estonia)
Jantra – wieś w Estonii, w prowincji Põlva, w gminie Orava.